# 拟狐尾黄耆
拟狐尾黄耆（学名：Astragalus vulpinus）是豆科黄芪属的植物。分布于俄罗斯以及中国大陆的新疆等地，生长于海拔600米至1,200米的地区，一般生长在戈壁、沙丘湿地或石块与土壤混合的阳坡上，目前尚未由人工引种栽培。